# 丛学娣
丛学娣（1963年—），山东莱阳人，中国女子篮球运动员，前中國女子籃球甲級聯賽主力组织后卫，身高1米66。
于1981年进入上海青年队，1983年进入国家队。1984年，在奥运会预选赛上被评为最佳后卫，同年在洛杉矶奥运会上夺得铜牌。1989年，丛一度退役，但由于中国女篮出现滑坡，于1990年复出，率队于1992年夏季奥林匹克运动会上夺得银牌。
再次退役后，丛于1995年出任上海女篮主教练，2003年起担任国家女篮二队教练。